# Myotis macropus
Myotis macropus és una espècie de ratpenat de la família dels vespertiliònids. Viu a Austràlia i Papua Nova Guinea. Els seus hàbitats naturals són les zones humides, incloent-hi estuaris, boscos amb rierols, llacs grans i embassaments. Està amenaçat pels canvis en la qualitat de l'aigua provocats per la sedimentació i la contaminació.